# Перпетуум мобиле прве врсте
Перпетуум мобиле прве врсте је машина која би бесконачно дуго вршила користан рад без утрошака енергије. То значи да би ова машина могла да ствара себи енергију за рад вршећи рад, а не трошећи своју унутрашњу енергију, што је случај код адијабатских процеса, где се за рад троши унутрашња енергија гаса. Према првом закону термодинамике и закону очувања енергије конструисање овакве машине није могуће.

## Историјат
Први историјски записи о покушајима да се направи машина која би радила бесконачно дуго потичу из 13. века. Покушаји прављења перпетуум мобила су се најчешће заснивали на некаквој конструкцији везаној за точак и на коришћењу гравитационе силе. 1775. године Париска академија наука и уметности је почела да заступа став да то није могуће.